# Zéphirin Adam
Zéphirin Adam est un sculpteur français, né à Dieppe vers 1665, actif entre 1685 et 1703, et mort dans un lieu et à une date inconnus.
Il n'y a pas de parenté entre Zéphirin Adam et les sculpteurs de la famille Adam d'origine lorraine.

## Biographie
Zéphirin Adam est un étudiant de l'Académie royale de peinture et de sculpture. Il est reçu premier au prix grand prix de sculpture de Rome le 3 septembre 1685 avec le bas-relief ayant pour sujet Construction de l'arche de Noé. Le 6 septembre 1685, il se présente, avec Robert Doisy et Pierre Bourdy, devant l'Académie royale pour obtenir leur agrément afin de se présenter au protecteur de l'Académie afin d'aller à l'Académie de France à Rome. Il reçoit 110 livres, le 14 novembre, pour aller à Rome. Il arrive à Rome le 29 janvier 1686. Il termine des sculptures commencées par Jean-Baptiste Théodon avec Pierre Lepautre. Il copie, d’après l’antique, la statue d’Auguste se trouvant au musée du Capitole, commandée en 1688 par les Bâtiments du roi. Elle est terminée avant son départ. Il est protégé par le pape Innocent XI et le cardinal d’Estrées. Il quitte Rome le 24 avril 1691.
Zéphirin Adam travaille au chœur de l'église Saint-Louis des Invalides en 1691-1693, en 1699-1700, 1703, et au Cabinet des Dames, au château de Marly, vers 1697. En 1700, il sculpte des chaloupes pour les canaux de Versailles. En 1700, il est chargé de cacher les nudités de six statues du jardin et du bosquet de Marly en faisait des bouquets de feuilles de marbre. Il travaille à Marly jusqu'en 1703 où il est chargé de l'entretien des ouvrages de sculpture en marbre et autre. La statue d’Auguste qu'il a exécutée pendant son séjour à Rome, est installée à Marly en 1715, en même temps que la statue de Jules César. À une date inconnue, ces deux statues sont transportées au château de Menars, peut-être quand Abel Poisson, marquis de Marigny, frère de la marquise de Pompadour, a été directeur des Bâtiments du roi et propriétaire du château entre 1764 et 1781. Frédéric Lesueur fait venir la statue à Menars à la suite d'un bon du roi daté du 22 décembre 1770.